# Jacob Mantino
Jacob Mantino, nascut com a Jacob ben Shemuel (Tortosa, Baix Ebre, 1490 - Roma?, o Damasc (Síria), 1549) fou un metge, rabí i filòsof jueu d'origen català que va practicar la medicina a Bolonya i a Venècia.
Fill de Samuel Mantín, fill de Monzón, metge, rabí i conseller de l'aljama tortosina, ben aviat es veié obligat a abandonar la ciutat, juntament amb la seva família i tota la comunitat hebrea que no va acceptar rebre el bateig davant el decret d'expulsió promulgat pels Reis Catòlics en 1492. La seva família es va refugiar a Mantua i Jacob Mantino va créixer i es va educar a Itàlia, d'aquí la italianització del cognom. Va estudiar Filosofia i Medicina a la Universitat de Bolonya i a la Universitat de Pàdua. La seva trajectòria vital i professional va transcórrer a Bolonya, Verona, Veneçuela i Roma. Va ser metge de bisbes, cardenals, ambaixadors i altres destacats personatges, convertint-se, al mateix temps, en el seu protegit. A causa de la seva fama i saviesa, va gaudir de consideracions i privilegis que li van eximir dels inconvenients i desavantatges que patien altres persones per la seva condició hebrea. Jacob Mantino va ser un dels jueus més importants del segle xvi. A més de la pràctica de la medicina, Mantino va destacar per les grans qualitats d'un humanista, traductor i comentarista d'obres científiques i filosòfiques. Va passar la seva vida treballant per als mecenes cristians, ensenyant en institucions cristianes i traduint textos filosòfics i mèdics en llatí per als seus lectors cristians i llatins. Va proporcionar bones traduccions actualitzades de les principals autoritats àrabs i islàmiques sobre filosofia i medicina, Averroes i Avicena. A Bolonya feu imprimir, el 1526, una traducció llatina de la introducció de Maimònides al tractat Els principis dels pares. El 1532 es traslladà a Roma, on esdevingué metge del papa Pau III. Traduí diverses obres filosòfiques de l'hebreu al llatí.
Cap al 1527, davant les guerres que assolaven Itàlia, Mantino va abandonar els Estats Pontificis i es va refugiar, primer, a Verona, per traslladar-se després, en 1528, a Venècia. El 1534 va rebre el càrrec de metge papal de mans del nou pontífex Pau III, així com posteriorment el de professor de Medicina de la Universitat de Roma La Sapienza, on va ser conegut com a Giacomo Ebreo. Aquest va ser el zenit de la seva carrera. Va romandre a Roma fins al 1544, en què va decidir tornar a Venècia. Es va distingir tant com a metge com per la seva erudició, afany de coneixement científic i dedicació al saber antic, tal com els humanistes de l'època. No va deixar obra original escrita coneguda, la seva producció intel·lectual es va centrar en la traducció d'obres científiques de l'hebreu i àrab al llatí, especialment tractats mèdics i filosòfics dels principals autors de l'època medieval, entre ells Maimónides, Averroes, Avicenna i Levi ben Gerson, així com en noves versions de clàssics grecs com Plató i Aristòtil. En 1549 es va traslladar a Damasc com a ambaixador de Venècia.